# 羅馬陸軍

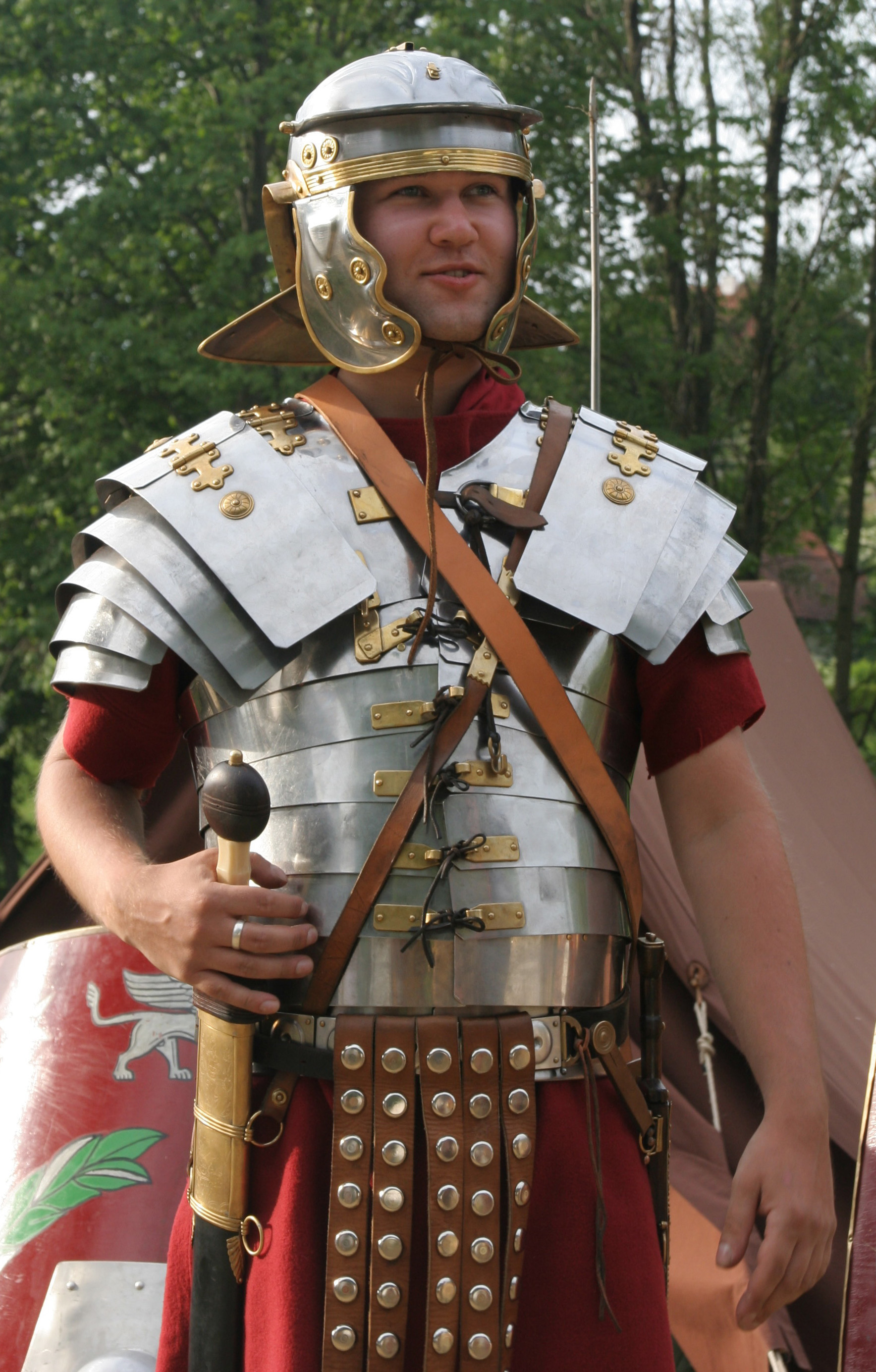
共和國後期和帝國早期与中期陆军士兵

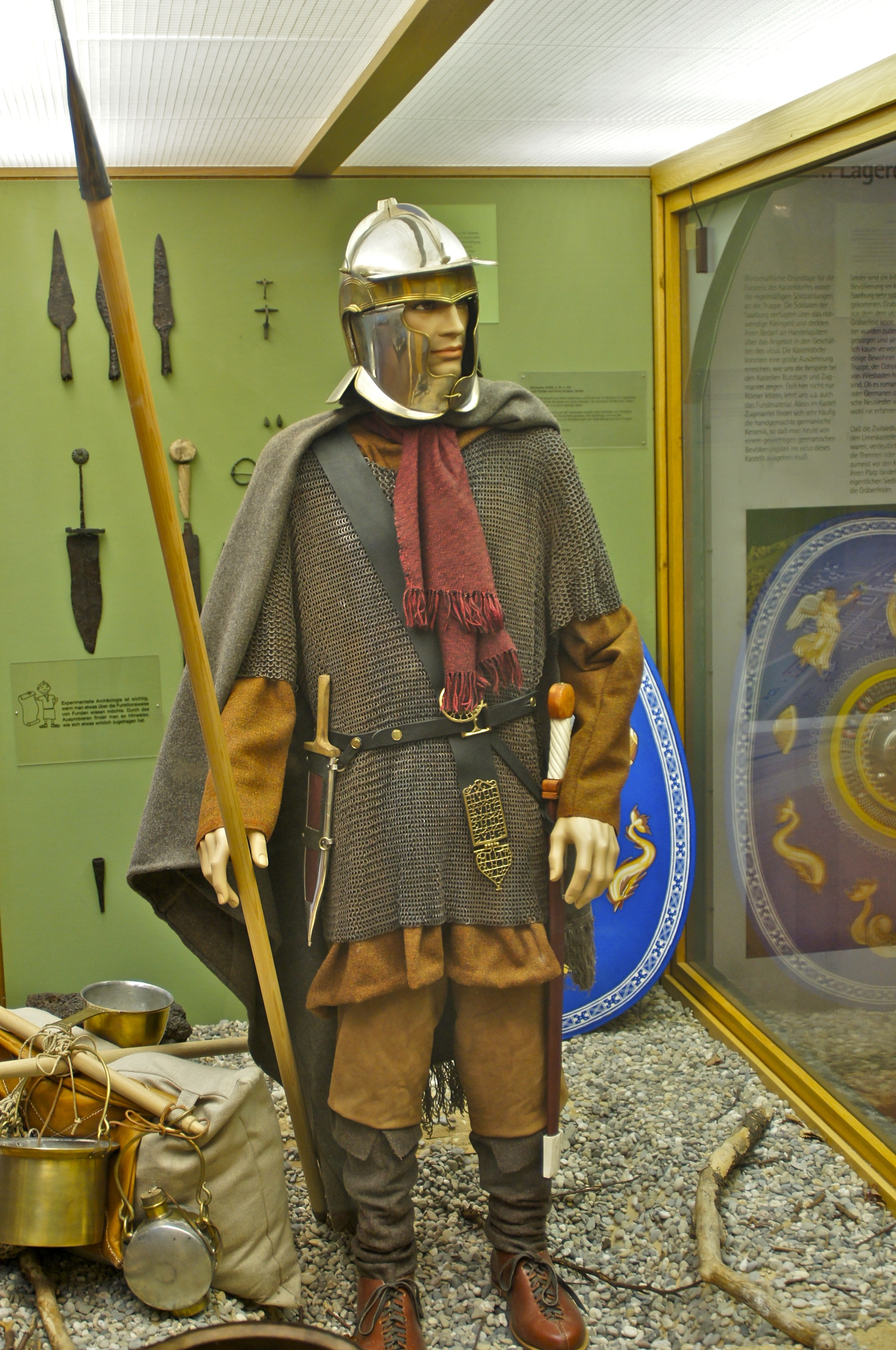
帝國晚期陆军士兵

罗马陆军（拉丁語：exercitus Romanorum）是指罗马王国、羅馬共和國和羅馬帝國以及它的後繼者東羅馬帝國的地面作战部队。

## 歷史
羅馬陸軍的歷史發展階段劃可分为如下几个阶段：

### 早期
在王国和早期共和国这一时期，罗马陆军的结构模仿自希腊人的陆军。

### 共和國

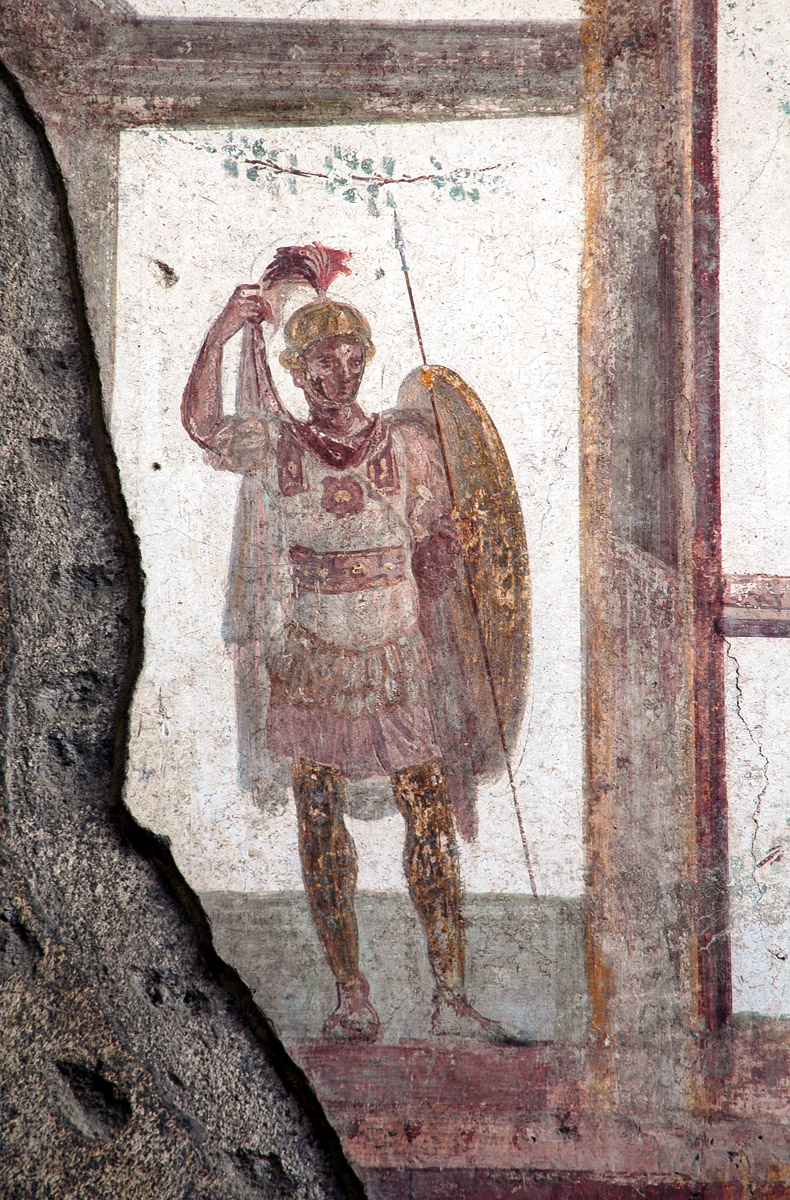
共和國時期陆军士兵

此时只有罗马公民才可以进入军队服役。

### 共和國晚期
公元前107年，盖乌斯·马略当选为罗马共和国的执政官，他对罗马的军队进行了大幅度改革，改革内容包括：第一，以募兵制代替征兵制；第二，延长服役年限，明确军饷报酬；第三，改革罗马军团组成，统一武器装备。盖乌斯·马略的改革使得罗马陆军战斗力得到了大幅度提高。